# Liste der Abkürzungen klassischer Texte des Sanskrit
Die folgende Tabelle führt in der Indologie gebräuchliche Abkürzungen für klassische Texte des Sanskrit auf:
| Abkürzung | Titel                                    | IAST                                   | Sanskrit               | Bemerkung                                                       |
| --------- | ---------------------------------------- | -------------------------------------- | ---------------------- | --------------------------------------------------------------- |
| AB        | Aitareya-Brahmana                        | aitareya brāhmaṇa                      | ऐतरेय ब्राह्मण             |                                                                 |
| AV        | Atharvaveda                              | atharvaveda                            | अथर्ववेद                 |                                                                 |
| BhG       | Bhagavad Gita                            | bhagavadgītā                           | भगवद्गीता                 | Kapitel 25 bis 42 des 6. Buches (Bhishma Parva) des Mahabharata |
| GopB      | Gopatha Brahmana                         | gopatha brāhmaṇa                       | गोपथ ब्राह्मण              |                                                                 |
| JB        | Jaiminiya Brahmana                       | jaiminīya brāhmaņa                     | जैमिनीय ब्राह्मण             |                                                                 |
| JUB       | Jaiminiya Upanishad Brahmana             | jaiminīya upaniṣad brāhmaņa            | जैमिनीय उपनिषद् ब्राह्मण       | auch bekannt als Talavakara Upanishad Brahmana                  |
| KapS      | Kapishthala-Katha Samhita                | kapiṣṭhala-kaṭha saṃhitā               | कपिष्ठल-कठ संहिता           | Südpunjab/Bahika-Überlieferung der Krishna Yajurveda            |
| KB        | Kaushitaki Brahmana                      |                                        |                        | Brahmana zum Rigveda; siehe auch ShankhB                        |
| KpS       | Kapisthalakatha Samhita                  |                                        |                        |                                                                 |
| KS        | Caraka-Katha Samhita                     | caraka-kaṭha saṃhitā                   | चरक-कठ संहिता             | Madra/Kurukshetra-Überlieferung der Krishna Yajurveda           |
| MB        | Mahabharata                              | mahābhārata                            | महाभारत                  |                                                                 |
| MB        | Mantra Brahmana                          |                                        |                        |                                                                 |
| Mn        | Manusmriti                               | manusmṛti                              | मनुस्मृति                  | Gesetzbuch des Manu                                             |
| MS        | Maitrayani Samhita                       | maitrayani saṃhitā                     | मैत्रयनि संहिता              | Kurukshetra-Überlieferung der Krishna Yajurveda                 |
| PB        | Panchavimsha Brahmana                    | pañcaviṃśa brāhmaṇa                    | पञ्चविंश ब्राह्मण            |                                                                 |
| RV        | Rigveda                                  | ṛgveda                                 | ऋग्वेद                   |                                                                 |
| SB        | Shatapatha-Brahmana                      | śatapatha brāhmaṇa                     | शतपथ ब्राह्मण             | Brahmana des Shukla Yajurveda                                   |
| SBK       | Shatapatha Brahmana (Kanva Shakha)       | śatapatha brāhmaṇa (kāṇva śākhā)       | शतपथ ब्राह्मण (काण्व शाखा)    | Kanva-Überlieferung                                             |
| SBM       | Shatapatha Brahmana (Madhyandina Shakha) | śatapatha brāhmaṇa (madhyandina śākhā) | शतपथ ब्राह्मण (मध्यन्दिन शाखा) | Madhyandina-Überlieferung                                       |
| SadvB     | Sadvimsha Brahmana                       | ṣaḍviṃṡa brāhmaṇa                      | षड्विंशअ ब्राह्मण            | Ergänzung zur Panchavimsha Brahmana (PB)                        |
| ShankhB   | Shankhayana Brahmana                     | śāṅkāyana brāhmaṇa                     | शाङ्कायन ब्राह्मण            | Brahmana zum Rigveda; siehe auch KB                             |
| TA        | Taittiriya Aranyaka                      |                                        |                        |                                                                 |
| TB        | Taittiriya Brahmana                      |                                        |                        |                                                                 |
| TS        | Taittiriya Samhita                       | taittirīya saṃhitā                     | तैत्तिरीय संहिता              | Panchala-Überlieferung der Krishna Yajurveda                    |
| VS        | Vajasaneyi Samhita                       | vājasaneyi saṃhitā                     | वाजसनेयि संहिता              |                                                                 |
| VSK       | Vajasaneyi Samhita (Kanva Shakha)        | vājasaneyi saṃhitā (kāṇva śākhā)       | वाजसनेयि संहिता (काण्व शाखा)     | Kosala-Überlieferung der Vajasaneyi Samhita                     |
| VSM       | Vajasaneyi Samhita (Madhyandina Shakha)  | vājasaneyi saṃhitā (mādhyandina śākhā) | वाजसनेयि संहिता (माध्यन्दिन शाखा)  | Mithila-Überlieferung der Vajasaneyi Samhita                    |